# Brassy (Nièvre)
Brassy település Franciaországban, Nièvre megyében. Lakosainak száma 594 fő (2022. január 1.). Brassy Saint-Martin-du-Puy, Ouroux-en-Morvan, Dun-les-Places, Gâcogne, Lormes, Marigny-l’Église és Montsauche-les-Settons községekkel határos.

## Népesség
A település népességének változása:
| Lakosok száma | 623  | 625  | 651  | 611  | 602  | 592  | 591  | 593  | 594  |
|               | 2013 | 2015 | 2016 | 2017 | 2018 | 2019 | 2020 | 2021 | 2022 |